# Otava (editură)
Otava (în finlandeză Kustannusosakeyhtiö Otava, în suedeză Förlagsaktiebolaget Otava) este o importantă editură de carte finlandeză. Ea a fost fondată în anul 1890, iar acum este a doua editură ca mărime din Finlanda. Ea publică ficțiune, non-ficțiune, cărți pentru copii și adolescenți, articole multimedia și materiale didactice. Numărul anual de titluri noi depășește 400. Otava a fost, de asemenea, principala editură de enciclopedii din Finlanda, cu mai multe serii binecunoscute, cum ar fi Otavan Suuri Ensyklopedia (Marea Enciclopedie Otava). Printre scriitorii ale căror cărți au fost publicate de editura Otava se numără Frans Emil Sillanpää, Eino Leino, Paavo Haavikko, Pentti Saarikoski și Laila Hirvisaari. Societatea-mamă Otava Group deține, de asemenea, librăria Suomalainen Kirjakauppa.
Numele Otava înseamnă Carul Mare.

## Istoric

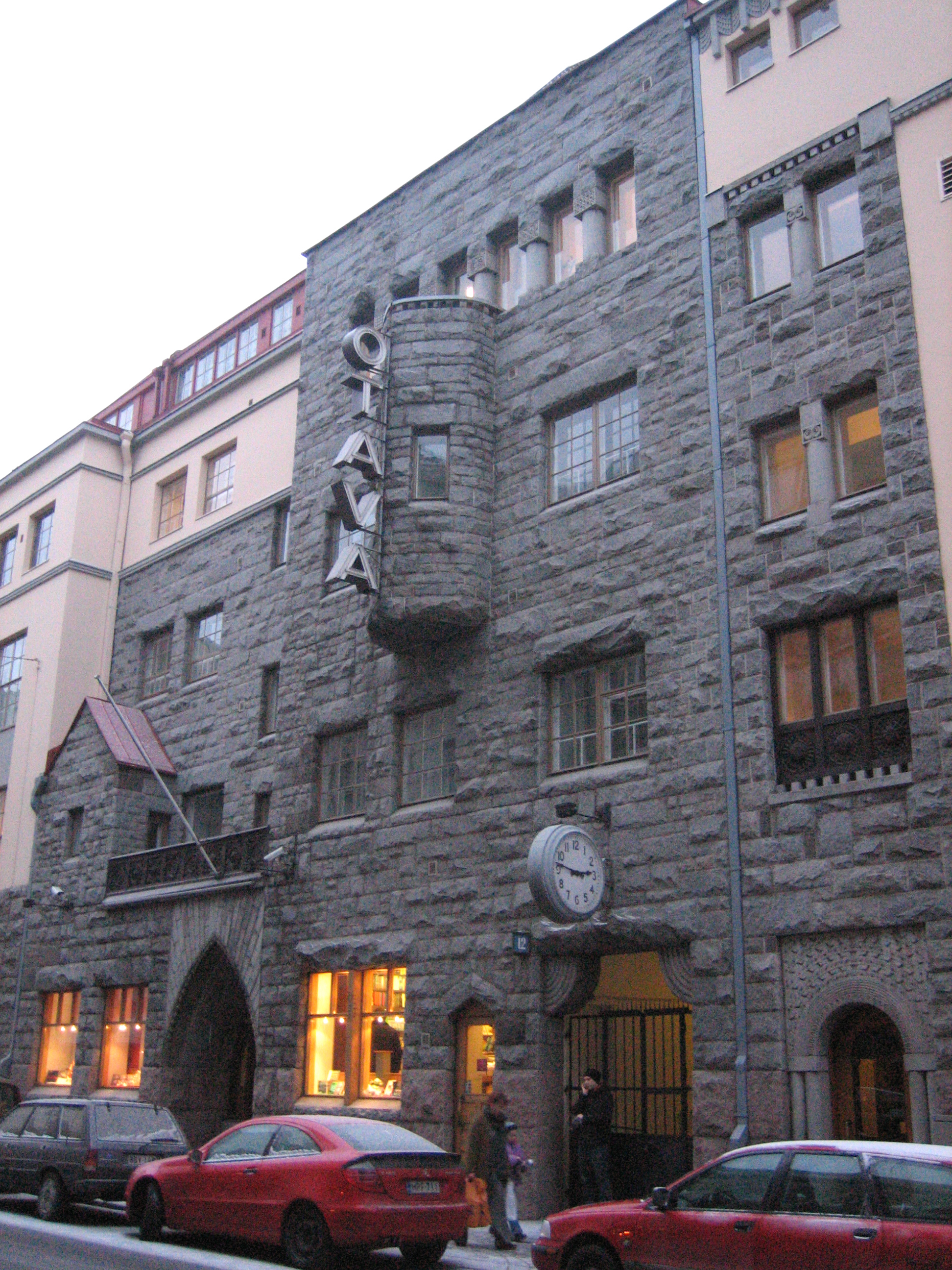
Clădirea în care se află sediul editurii Otava în centrul orașului Helsinki, proiectată de Karl Lindahl și Walter Thomé în 1905

Otava a fost fondată în 1890 de către Hannes Gebhard și Eliel Aspelin-Haapkylä cu scopul de a publica literatură națională finlandeză. Alvar Renqvist a devenit director general în 1893 și a fost figura principală în anii de început ai companiei. Urmașii lui (nume fennicized să Reenpää) i-au continuat munca, astfel încât Otava rămâne, în ciuda dimensiunii sale, o mare companie de familie. Clădirea care adăpostește actualul sediu al editurii a fost construită în 1906 chiar în centrul orașului Helsinki. În 1908 a fost pusă în funcțiune o tipografie și în 1916 a început să tipărească reviste. Prima revista lansată a fost Suomen Kuvalehti, care încă apare săptămânal. Din 1945 până în 1991 compania a fost listată la Bursa de Valori din Helsinki. În 1955 a fost pusă în funcțiune o nouă tipografie la Keuruu, în apropiere de Jyväskylä. În cursul anilor 1960 Otava s-a confruntat cu grave dificultăți financiare, dar a reușit să supraviețuiască prin raționalizarea activităților. În 1998 a cumpărat acțiunile de control ale companiei rivale WSOY de la compania Yhtyneet Kuvalehdet, un mare editor de reviste.